# Neulietzegöricke

Neulietzegöricke – Ortsplan

Neulietzegöricke ist ein Ortsteil der Gemeinde Neulewin im Landkreis Märkisch-Oderland (Brandenburg). N. ist das älteste Kolonistendorf im Oderbruch. Die Gemeinde Neulewin wird vom Amt Barnim-Oderbruch mit Sitz in Wriezen verwaltet.

## Geographie
Neulietzegöricke liegt im östlichen Brandenburg im Oderbruch, circa 70 km östlich von Berlin. Die Gemarkung grenzt unmittelbar an die Oder mit der Grenze zu Polen. Umliegende Ortschaften sind die in der polnischen Woiwodschaft Westpommern gelegenen Dörfer Siekierki (Zäckerick) im Norden, Stare Łysogórki (Alt Lietzegöricke) im Nordosten und Gozdowice (Güstebiese) im Osten, Güstebieser Loose im Südosten, Karlshof und Heinrichsdorf im Süden, der zur Stadt Wriezen gehörende Ortsteil Altwriezen im Südwesten, der Ortsteil Altwustrow der Gemeinde Oderaue im Westen sowie Zäckericker Loose im Nordwesten.

## Begrifflichkeiten
Der Name Neulietzegöricke besteht aus den beiden Teilen „Neu“ für das 1754 neu angelegte Kolonistendorf und aus „Lietzegöricke“, was auf die Beziehung zum östlich der Oder liegenden Ort Lietzegöricke, jetzt Stare Łysogórki (Polen), hinweist. Nach dem Retzowschen Ansiedlungsplan (Plan des Oderetablissements) von 1752 sollten die Kolonisten nicht nur in vollständig neuen Siedlungen, sondern auch in den Altdörfern angesiedelt werden. So entstanden Namenspaare. Der Name Lietzegöricke, nach 1754 Alt-Lietzegöricke ist slawischen Ursprungs und bedeutet so viel wie „kahle Hügel“. Erste Erwähnung 1335.

## Geschichte
Neulietzegöricke verdankt seine Entstehung der preußischen Binnenkolonisation des 18. Jahrhunderts unter Friedrich II.  Mit der Trockenlegung des Oderbruchs  in den Jahren 1747 bis 1753 wurde hier auf königlichem Dominalland der Prototyp einer Kolonistensiedlung angelegt. Im August 1753 wurden die ersten Probehäuser errichtet. Alle Häuser wurden bis zum Frühjahr 1754 fertiggestellt. Ab Mai 1754 wurden die Hausstellen und Äcker per Los den Interessenten zugeteilt. Vergeben wurden 8 Stellen mit 90 Morgen, 4 Stellen mit 45 Morgen, 1 Stelle mit 30 Morgen, 26 Stellen mit 10 Morgen Land.  Dazu kamen 8 Hausleute mit 1 Morgen Gartenland. 1755 waren schließlich 47 Familien angesiedelt. 1763 betrug die Einwohnerzahl 243.
Neulietzegöricke wurde als langgestrecktes Straßendorf angelegt. Mitten im Dorf, zwischen den beiden Dorfstraßen, wurde der Schachtgraben, ein Wasserabzugsgraben, angelegt. Der Aushub wurde zur Erhöhung der Baustellen der Kolonistenhäuser verwendet. Zwischen den beiden Häuserreihen, mitten im Dorf, wurden die Kirche, der Gasthof und das Schulhaus, das heutige Gemeindezentrum, errichtet. Die Dorfkirche wurde im Jahre 1842 erbaut. Es handelt sich um einen spätklassizistischen, rechteckigen Saalbau mit quadratischem Westturm. 1832 wurde durch eine Feuersbrunst der größte Teil der Dorfanlage zerstört und später wieder aufgebaut. Etwa ein Drittel der Häuser im Ort sind Fachwerkhäuser oder enthalten noch Fachwerkelemente.

### Eingemeindungen
Die Gemeinde Karlshof wurde zunächst am 1. Januar 1974 nach Neulietzegöricke eingemeindet, am 1. April 1991 wieder ausgegliedert und nach Neulewin umgemeindet.
Am 26. Oktober 2003 wurde Neulietzegöricke nach Neulewin eingemeindet.

## Sehenswürdigkeiten
Neulietzegöricke mit seinen vielen restaurierten Fachwerkhäusern steht heute als Dorfensemble des ältesten Kolonistendorfes im Oderbruch von 1753 unter Denkmalschutz und ist Mitglied der Arbeitsgemeinschaft „Historische Dorfkerne im Land Brandenburg“.
Sehenswert ist der vollständig erhaltene Vierseitenhof Borkenhagen mit dem Taubenhaus. Das Gartenhäuschen, ein Kleinod dörflicher Architektur, stammt aus der Gründerzeit des Ortes. Sein damaliger Standort konnte wegen Neubauplänen nicht erhalten werden. Deshalb wurde es 1998 am “Kleinen Anger” wieder aufgebaut.
In Neulietzegöricke gibt es neben den vielen restaurierten Fachwerkhäusern:
- Vierseitenhof der Familie Borkenhagen mit kleiner Ausstellung
- Dorfkirche mit spätklassizistischem Kirchensaalbau von 1839/40
- Sehenswerte Tagelöhner- und Bauernhäuser
- Heimatstube im Gemeindezentrum
- Dorfanger
- Historisches Gartenhaus

Logo von Neulietzegöricke
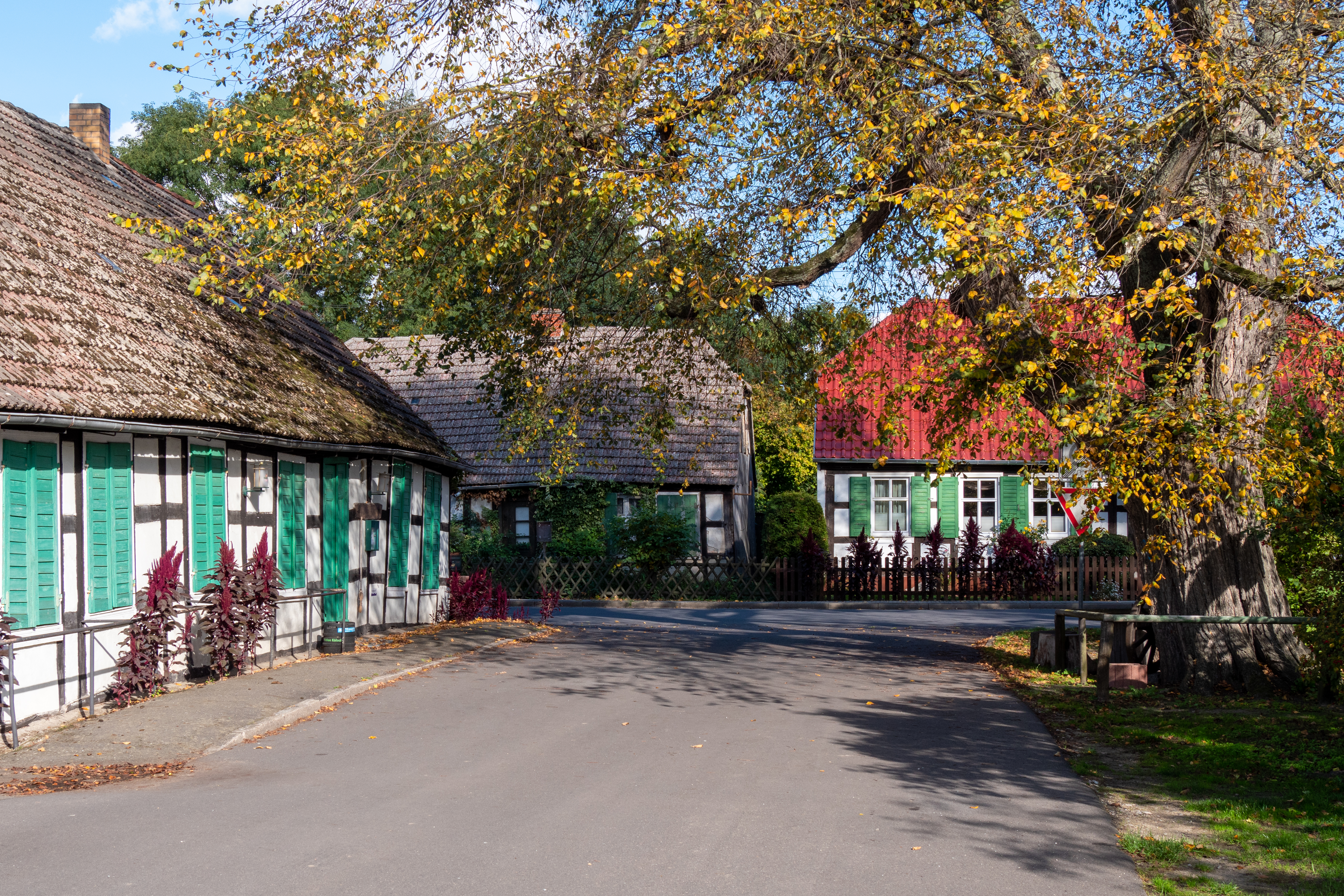
Ansicht Neulietzegöricke
Vierseitenhof Borkenhagen
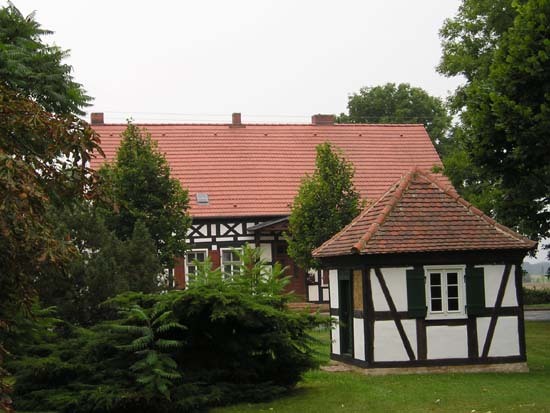
Historisches Gartenhaus

## Verkehr
Der Oder-Neiße-Radweg führt auf dem Oderdeich direkt am Ort vorbei. Außerdem gibt es noch den Radweg Wriezen–Bienenwerder (Oder).

## Vereine
Neulietzegöricke hat eine Vielzahl an meist kleinen Vereinen, wobei viele Einwohner und Freunde von Neulietzegöricke auch in mehreren Vereinen engagiert sind.

## Sonstiges

### Regelmäßige Veranstaltungen
- Karnevalsveranstaltungen
- Frühlingsfest auf dem Rodelberg
- Kinder- und Dorffest (meist am 1. Augustwochenende)
- Herbstfest auf dem Rodelberg
- Ball der Vereine
- Gottesdienste in der Dorfkirche